# Murray River (Île-du-Prince-Édouard)
Pour les articles homonymes, voir Murray River.
Murray River est un village de l'Île-du-Prince-Édouard, au Canada. La municipalité a été incorporée en 1955.
L'ancien sénateur Lorne Bonnell était de Murray River.
Le joueur de hockey sur glace Brandon Gormley a grandi à Murray River.

## Démographie
| 2001 | 2006 | 2011 | 2016 |
| ---- | ---- | ---- | ---- |
| 435  | 430  | 334  | 304  |